# ФК Нотс каунти
ФК Нотс Каунти (енгл. Notts County F.C.) је енглески фудбалски клуб из Нотингамa и најстарији је од свих клубова који су сада професионални. Тренутно наступа у Другој лиги Енглеске, која је четврта лига у Енглеском фудбалу. 
Нотс Каунти своје домаће утакмице игра на стадиону Медоу лејн у пругасто црно-белим дресовима, које је иначе од њих преузео италијански Јувентус, а након Јувентуса и београдски Партизан. Неколико присталица Нотс Каунтија има јаке везе са великим бројем навијача београдског Партизана, иако то није "озваничено". Они редовно долазе на дербије против Црвене звезде, па и на неке европске утакмице. Пар навијача Партизана је чак посетило Нотингем да бодри Нотс Каунти. Године 2009. га је купила богата индијска породица, што је изазвало прави медијски бум, и долазак фудбалских великана попут Свена Горана Ериксона, и Сола Кемпбела. У наредној години индијци се нису ослободили дугова и продали су клуб, (за 1 фунту), који је тако спашен од гашења. 
Што се трофеја тиче, у својој дугој историји имају само један велики, и то трофеј ФА купа у 19. веку - 1894. године. Клуб је такође три пута био првак Друге лиге Енгелске, а 1995. је освојио Англо-италијански куп.

## Успеси
Друга дивизија Енглеске (данашњи Чемпионшип)
- Првак (3): 1896/97, 1913/14, 1922/23.
- Други (2): 1894/95, 1980/81.
- Победник плеј офа (1): 1990/91.

Трећа дивизија Енглеске (данашња Прва фудбалска лига)
- Првак (1): 1972/73.
- Победник плеј офа (1): 1989/90.

ФА куп
- Освајач (1): 1893/94.
- Финалиста (1): 1890/91.

Англо-шкотски куп
- Финалиста (1): 1980/81.

Англо-италијански куп
- Освајач (1): 1994/95.
- Финалиста (1): 1993/94.